# FCポルトヴィク・エネルギア・ホルムスク
FCポルトヴィク・エネルギア・ホルムスク（Портовик Энергия Холмск英語: FC Portovik-Energiya Kholmsk）は、ロシア・サハリン州ホルムスクを本拠地とするサッカークラブであった。1992年から1993年までの2シーズンはロシア全体の2部リーグに当たるロシア・ファーストディビジョンでプレーした。
ホームタウンであるホルムスクは1905年から1945年まで日本領であり真岡町と呼ばれていた土地である。
2023年現在はPSKサハリンがトップチームを継承しており、バスケットボール・アイスホッケー・バレーボール・サッカーの4部門のプロスポーツチームが同クラブでの運営となっている。
アイスホッケー部門はコロナ禍前まで日本・韓国・中国と4か国で構成していたアジアリーグアイスホッケーに参戦していた。

## クラブ名の遍歴
- 1969-1992: FCサハリン・ユジノサハリンスク（2004年に同名のクラブが誕生し、2015年に合流。2023年現在ロシア・セカンドディビジョングループB（実質4部リーグ）に所属。）
- 1993-1998: FCサハリン・ホルムスク
- 1999-2006: FCポルトヴィク・ホルムスク
- 2007-2015: FCポルトヴィク・エネルギア・ホルムスク
- 2016-現在:PSKサハリンFC